# غونتر بيلز
غونتر بيلز (بالألمانية: Günter Pilz)‏ هو رياضياتي نمساوي، ولد في 19 مارس 1945 في Bad Hall ‏ في النمسا.